# Espai vectorial simplèctic
En matemàtiques, un espai vectorial simplèctic és un espai vectorial V sobre un cos F (per exemple, els nombres reals R) equipat amb una forma bilineal simplèctica.
Una forma bilineal simplèctica és
- una forma bilineal: una funció ω : V × V → F que és bilineal (és a dir, lineal en cada argument),
- alternada: es compleix que ω(v, v) = 0 per a tot v ∈ V, i
- no degenerada: ω(u, v) = 0 per a tot v ∈ V implica que u és el vector nul.

Si el cos subjacent té característica diferent de 2, l'alternança és equivalent a l'antisimetria. Si la característica és 2, l'alternança implica l'antisimetria, però no són equivalents. En aquest cas, tota forma simplèctica és una forma simètrica, però no a l'inrevés. Si es fixa una base, es pot representar ω mitjançant una matriu. Les condicions anteriors es poden traduir, en termes matricials, en què aquesta matriu sigui antisimètrica, invertible i amb la diagonal zero. Cal notar que això no és el mateix que una matriu simplèctica, la qual representa una transformació simplèctica de l'espai. Si V té dimensió finita, llavors la seva dimensió ha de ser, necessàriament, un nombre parell, ja que tota matriu antisimètrica, amb diagonal zero i de dimensió senar té determinant zero. Observem que la condició que la diagonal sigui zero és redundant si la característica del cos és 2.

## Espai simplèctic estàndard
L'espai simplèctic estàndard és R2n amb la forma simplèctica donada per una matriu invertible antisimètrica. Habitualment es pren ω que sigui la matriu per blocs
{\displaystyle \omega ={\begin{pmatrix}0&\vline &I_{n}\\\hline -I_{n}&\vline &0\end{pmatrix}}}
on In és la matriu identitat n × n. En termes dels vectors base (x1, ..., xn, y1, ..., yn):
{\displaystyle \omega (x_{i},y_{j})=-\omega (y_{j},x_{i})=\delta _{ij}}
{\displaystyle \omega (x_{i},x_{j})=\omega (y_{i},y_{j})=0}.
Una versió modificada del procés d'ortogonalització de Gram-Schmidt mostra que tot espai vectorial simplèctic de dimensió finita admet una base en la qual ω pren aquesta forma, sovint anomenada base de Darboux, o base simplèctica.
Hi ha una altra manera d'interpretar aquesta forma simplèctica estàndard. Com que l'espai model Rn té una estructura canònica que pot portar a malentesos, emprarem espais vectorials en general. Sigui V un espai vectorial real de dimensió n, i sigui V∗ el seu espai dual. Considerem la suma directa W = V ⊕ V∗ d'aquests espais, juntament amb la forma
{\displaystyle \omega (x\oplus \eta ,y\oplus \xi )=\xi (x)-\eta (y)}.
Escollim una base qualsevol (v1, ..., vn) de V i considerem la seva base dual
{\displaystyle (v_{1}^{*},\ldots ,v_{n}^{*})}.
Podem interpretar que aquests vectors base pertanyen a W si escrivim xi = (vi, 0) and yi = (0, vi∗). Agafats conjuntament, aquests vectors formen una base completa de W,
{\displaystyle (x_{1},\ldots ,x_{n},y_{1},\ldots ,y_{n})}.
La forma ω definida així té les mateixes propietats que amb la definició anterior. per altra banda, tota estructura simplèctica és isomorfa a una estructura de la forma V ⊕ V∗. El subespai V no és únic, i una elecció concreta de V s'anomena polarització. Els subespais que proporcionen aquest isomorfisme s'anomenen subespais lagrangians o simplement lagrangians.
Explícitament, donat un subespai lagrangià, llavors una elecció d'una base (x1, ..., xn) defineix una base dual per al seu complement, mitjançant ω(xi, yj) = δij.

### Analogia amb estructures complexes
De la mateixa manera que tota estructura simplèctica és isomorfa a una estructura de la forma V ⊕ V∗, tota estructura complexa sobre un espai vectorial és isomorfa a una estructura de la forma V ⊕ V. Amb aquestes estructures, el fibrat tangent d'una n-varietat, considerada com a 2n-varietat, posseeix una estructura quasicomplexa, i el fibrat cotangent d'una n-varietat, considerada com a 2n-varietat, té una estructura simplèctica: T∗(T∗M)p = Tp(M) ⊕ (Tp(M))∗.
L'anàleg complex d'un subespai lagrangià és un subespai real, un subespai on la seva complexificació és l'espai total: W = V ⊕ J V.

## Forma volum
Sigui ω una forma bilineal alternada sobre un espai vectorial real V de dimensió n, ω ∈ Λ²(V). Llavors ω és no degenerada si i només si n és parell i ωn/2 = ω ∧ ... ∧ ω és una forma volum. Una forma volum sobre un espai vectorial V de dimensió n és un múltiple no nul de la n-forma e1∗ ∧ ... ∧ en∗, on e1, e₂, ..., en és una base de V.
Per a la base estàndard definida anteriorment, tenim
{\displaystyle \omega ^{n}=(-1)^{n/2}x_{1}^{*}\wedge \ldots \wedge x_{n}^{*}\wedge y_{1}^{*}\wedge \ldots \wedge y_{n}^{*}}.
Reordenant els termes, podem escriure
{\displaystyle \omega ^{n}=x_{1}^{*}\wedge y_{1}^{*}\wedge \ldots \wedge x_{n}^{*}\wedge y_{n}^{*}}.
La forma volum estàndard es defineix com ωn o com (−1)n/2ωn, segons l'autor. També hi pot aparèixer un factor n!, depenent de si la definició de producte alternant conté o no un factor n!. La forma volum defineix una orientació sobre l'espai vectorial simplèctic (V, ω).

## Aplicació simplèctica
Siguin (V, ω) i (W, ρ) dos espais vectorials simplèctics. Una aplicació lineal f : V → W s'anomena aplicació simplèctica si el pullback conserva la forma simplèctica, és a dir, f∗ρ = ω, on la forma de pullback es defineix per (f∗ρ)(u, v) = ρ(f(u), f(v)). Les aplicacions simplèctiques conserven el volum i l'orientació.

## Grup simplèctic
Si V = W, llavors es diu que una aplicació simplèctica és una transformació simplèctica lineal de V. En aquest cas, es té que ω(f(u), f(v)) = ω(u, v) i, per tant, la transformació lineal f conserva la forma simplèctica. El conjunt de totes les transformacions simplèctiques configura un grup (en particular, un grup de Lie), anomenat grup simplèctic i simbolitzat per Sp(V) o de vegades per Sp(V, ω). En representació matricial, les transformacions simplèctiques venen donades per matrius simplèctiques.

## Subespais
Sigui W un subespai vectorial de V. Definim el complement simplèctic de W com el subespai
{\displaystyle W^{\perp }=\{v\in V\mid \omega (v,w)=0{\mbox{ per a tot }}w\in W\}}.
El complement simplèctic satisfà:
{\displaystyle (W^{\perp })^{\perp }=W},
{\displaystyle \dim W+\dim W^{\perp }=\dim V}.
Tot i això, al contrari que els complements ortogonals, W⊥ ∩ W no té per què ser 0. Distingum quatre casos:
1. W és simplèctic si W⊥ ∩ W = {0}. Això és cert si i només si la restricció de ω a W és una forma no degenerada. Un subespai simplèctic amb la forma restringida és, de fet, un espai vectorial simplèctic.
2. W és isotròpic si W ⊆ W⊥. Això és cert si i només si la restricció de ω a W és la forma nul·la. Tot subespai unidimensional és isotròpic.
3. W és coisotròpic si W⊥ ⊆ W. W és coisotròpic si i només si la projecció de ω sobre l'espai quocient W/W⊥ és una forma no degenerada. Equivalentment, W és coisotròpic si i només si W⊥ és isotròpic. Tot subespai de codimensió 1 és coisotròpic.
4. W és lagrangià si W = W⊥. Un subespai és lagrangià si i només si és alhora isotròpic i coisotròpic. En un espai vectorial de dimensió finita, un subespai lagrangià és un subespai isotròpic amb dimensió igual a la meitat de la dimensió de V. Tot subespai isotròpic es pot estendre a un subespai lagrangià.

Tornant a l'espai vectorial canònic R2n,
- el subespai generat per {x1, y1} és simplèctic.
- el subespai generat per {x1, x₂} és isotròpic.
- el subespai generat per {x1, x₂, ..., xn, y1} és coisotròpic.
- el subespai generat per {x1, x₂, ..., xn} és lagrangià.

## Grup de Heisenberg
Per a qualsevol espai vectorial simplèctic es pot definir un grup de Heisenberg i, de fet, aquesta és la manera habitual com apareixen els grups de Heisenberg.
Hom pot interpretar que un espai vectorial és un grup de Lie commutatiu (per la suma), o equivalentment com una àlgebra de Lie commutativa, és a dir, amb un parèntesi de Lie trivial. El grup de Heisenberg és una extensió central d'un tal grup/àlgebra de Lie commutatiu: la forma simplèctica defineix la commutació, de manera anàloga a les relacions de commutació canòniques, i una base de Darboux correspon a les coordenades canòniques – en termes físics, als operadors impuls i als operadors posició.
En efecte, pel teorema de Stone-von Neumann, tota representació que satisfaci les relacions de commutació canòniques (tota representació del grup de Heisenberg) és d'aquesta forma, o més precisament unitàriament conjugada a l'estàndard.
Addicionalment, l'àlgebra de grup d'un espai vectorial (i del seu dual) és l'àlgebra simètrica, i l'àlgebra de grup del grup de Heisenberg (i del seu dual) és l'àlgebra de Weyl: es pot interpretar que l'extensió central correspon a una quantització o deformació.
Formalment, l'àlgebra simètrica de V és l'àlgebra de grup del dual, Sim(V) := K[V∗], i l'àlgebra de Weyl és l'àlgebra de grup del grup de Heisenberg (dual) W(V) = K[H(V∗)]. Com que passar a àlgebres de grup és un functor contravariant, l'aplicació de l'extensió central H(V) → V esdevé una inclusió Sim(V) → W(V).